# Parachinar
Parachinar (urdú پاڑاچنار) és una ciutat del Pakistan capital de l'agència de Kurram a les Àrees Tribals d'Administració Federal (ATAF conegudes per les sigles angleses FATA). La població és de majoria turi (un grup paixtu) que són xiïtes. No hi ha dades del nombre d'habitants. A menys de mitja hora en vehicle hi ha un aeroport anomenat de Parachinar (codi IATA: PAJ, codi ICAO: OPPC). El 1901 consta amb una població de 2.847 habitants.

## Història
Parachinar derivaria de l'arbre arç (chinar). Una tribu local porta també el nom de Parachamkani que es reuneix sota un arç. Fou residència d'estiu dels emperadors mogols; des de 1747 fou part de l'Afganistan; el 1880 va ser capital dels turis que van formar un estat independent a la vall de Kurram; fou annexionada pels britànics formalment el 1892. La línia Durand de la frontera es va establir el 1893 i l'acord es va obtenir a aquesta ciutat. Els britànics estaven representats per Sir Mortimer Durand i Sahibzada Abdul Qayyum agent polític al Khyber. El rei afganès estava representat per Sahibzada Abdul Latif i pel governador de Khost Sardar Shireendil Khan. Des del 1979 la guerra a l'Afganistan l'ha afectat al disminuir el comerç transfronterer. Es diu que el 2009 hi va estar amagat Osama Bin Laden.